# Aleksej Fedortjenko
Aleksej Fedortjenko (russisk: Алексе́й Станисла́вович Федо́рченко) (født 29. september 1966 i Sol-Iletsk i Sovjetunionen) er en russisk filminstruktør.

## Filmografi
- Pervyje na Lune (Первые на Луне, 2005)[1][2]
- Ovsjanki (Овсянки, 2010)
- Nebesnyje zjony lugovykh mari (Небесные жёны луговых мари, 2012)
- Vojna Anny (Война Анны, 2019)